# Acme (editor)
Acme es un editor de texto y shell gráfico del sistema operativo Plan 9 from Bell Labs, diseñado e implementado por Rob Pike. Puede usar el lenguaje de comandos Sam. El diseño de la interfaz está influenciado por Oberon. Es diferente a otros entornos de edición debido a que funciona como un servidor 9P. Una característica particular de la interfaz de usuario es el acorde de ratón.

## Generalidades
Acme puede ser usado como un lector de correo y como un lector de noticias o como un frontend para wikifs. Estas aplicaciones son posibles mediante componentes externos interactuando con acme mediante su interfaz de sistema de archivos.

## Ports
Un port al sistema operativo Inferno es parte de la distribución estándar de Inferno. Debido al diseño de Inferno, puede ser ejecutado como una aplicación sobre otro sistema operativo. Esto permite que el port de acme para inferno pueda ser usado en todos los sistemas operativos soportados por Inferno, como Microsoft Windows y Linux. Un proyecto llamado acme: stand alone complex (Del Inglés "acme: complejo independiente") pretende hacer que acme se ejecute como una aplicación independiente en el sistema operativo huésped. Hasta el momento solamente ha sido logrado en el port de Inferno para Microsoft Windows.
Plan 9 from User Space también incluye un port de acme que funciona en sistemas similares a UNIX como FreeBSD, Mac OS X o Linux.